# Caprella luctator
Caprella luctator is een vlokreeftensoort uit de familie van de Caprellidae. De wetenschappelijke naam van de soort is voor het eerst geldig gepubliceerd in 1855 door Stimpsom.